# Chùa Eihei

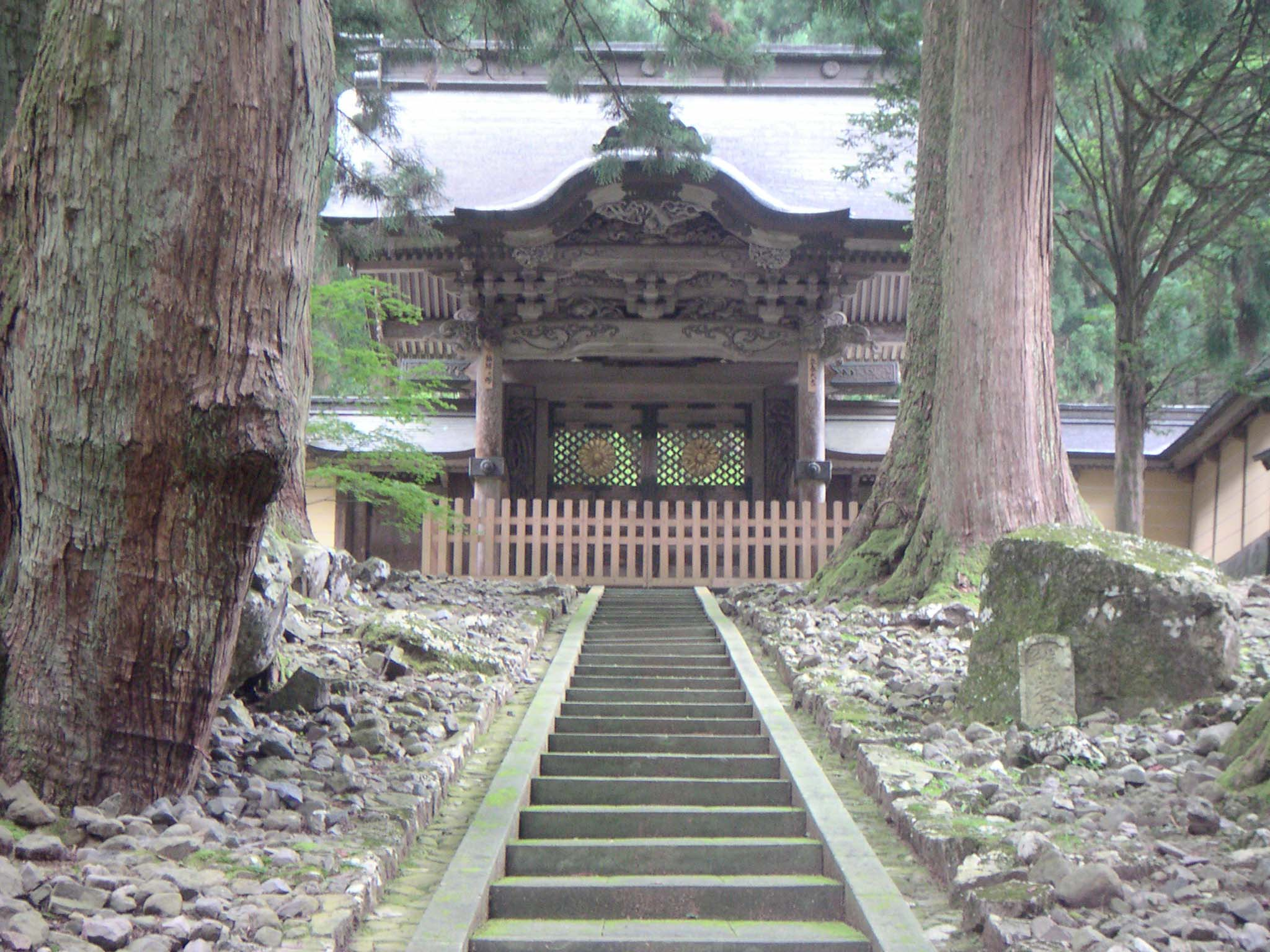
Cổng vào Thiền viện Eihei (永平寺唐門)

Chùa Eihei (kanji: 永平寺, romaji: Eihei-ji, phiên âm Hán-Việt: Vĩnh Bình tự) là một trong hai ngôi chùa chính của tông Tào Động ở Nhật Bản, được Thiền sư Dogen, người sáng lập phái Tào Động ở Nhật Bản thành lập năm 1243. Eihei nằm cách thành phố Fukui 10km về phía Đông.